# Riz Ortolani
Pour les articles homonymes, voir Riz (homonymie) et Ortolani.
Riziero Ortolani dit Riz Ortolani (crédité parfois sous les noms de Roger Higgins et Ritz Ortolani) est un compositeur de musiques de films italien, né le 25 mars 1926 à Pesaro et mort le 23 janvier 2014 à Rome. Il a reçu un Grammy Award de la meilleure composition instrumentale (en), un Golden Globe de la meilleure chanson originale, trois Ruban d'Argent et quatre Prix David di Donatello.

## Biographie
Au début des années 1950, Ortolani quitte Pesaro pour s'installer à Rome, et rencontre le succès en dirigeant un orchestre symphonique-jazz. Il compose sa première musique pour le cinéma en 1962, pour le pseudo-documentaire de Paolo Cavara et Gualtiero Jacopetti, Mondo cane, dont la chanson-titre More lui vaut un Grammy et est également nommée aux Oscars. D'autres musiques très célèbres sont celles de O Cangaçeiro en 1970 et du terrible Cannibal Holocaust en 1980.
Ortolani a composé pour plus de 200 films, dont des westerns spaghetti ou européens comme Les Cavaliers rouges (Allemagne, 1964), et pour tous les genres.
Certaines de ses musiques ont été reprises dans les Kill Bill et Django Unchained de Quentin Tarantino, ainsi que dans Drive de Nicolas Winding Refn.

## Filmographie

### Années 1950
- 1954 : Le Vacanze del Sor Clemente de Camillo Mastrocinque
- 1955 : Processo all'amore d'Enzo Liberti
- 1956 : Terreur sur Rome (Terrore sulla città) d'Anton Giulio Majano
- 1956 : Accadde di notte de Gian Paolo Callegari
- 1956 : Serenata al vento de Luigi Latini de Marchi
- 1956 : I miliardari de Guido Malatesta
- 1959 : Siempre estaré contigo de Julián Soler

### Années 1960
- 1961 : Maciste dans la vallée des lions (Ursus nella valle dei leoni) de Carlo Ludovico Bragaglia
- 1961 : Malesia magica de Lionetto Fabbri
- 1962 : Le Fanfaron (Il Sorpasso) de Dino Risi
- 1962 : Les Derniers Jours d'un empire (Il Crollo di Roma) d'Antonio Margheriti
- 1962 : Cette chienne de vie (Mondo cane) de Paolo Cavara, Gualtiero Jacopetti et Franco Prosperi
- 1962 : Flying Clipper – Traumreise unter weißen Segeln
- 1963 : Les Trois Implacables (El Sabor de la venganza) de Joaquín Luis Romero Marchent
- 1963 : Mondo di notte numero 3 de Gianni Proia
- 1963 : La Femme dans le monde (La Donna nel mondo) de Paolo Cavara, Gualtiero Jacopetti et Franco Prosperi
- 1963 : La Vierge de Nuremberg (La Vergine di Norimberga) d'Antonio Margheriti
- 1964 : Le Ore nude de Marco Vicario
- 1964 : Les Cavaliers rouges (Old Shatterhand) d'Hugo Fregonese
- 1964 : Danse macabre (Danza macabra) d'Antonio Margheriti et Sergio Corbucci
- 1964 : La Septième Aube (The 7th Dawn) de Lewis Gilbert
- 1964 : Cavalca e uccidi de Mario Caiano
- 1964 : Sept du Texas (Antes llega la muerte) de Joaquín Luis Romero Marchent
- 1964 : La Rolls-Royce jaune (The Yellow Rolls-Royce) d'Anthony Asquith
- 1965 : Con rispetto parlando de Marcello Ciorciolini
- 1965 : The Car That Became a Star
- 1965 : El diablo también llora de José Antonio Nieves Conde
- 1965 : Les Compagnons de la gloire (The Glory Guys) d'Arnold Laven
- 1965 : Mission à Hong Kong (Das Geheimnis der drei Dschunken)
- 1965 : Berlin, opération 'Laser' (Berlino - Appuntamento per le spie) de Vittorio Sala
- 1966 : La Ragazza del bersagliere d'Alessandro Blasetti
- 1966 : Non faccio la guerra, faccio l'amore de Franco Rossi
- 1966 : Africa addio, de Gualtiero Jacopetti et Franco Prosperi
- 1966 : Opération Goldman (Operazione Goldman) d'Anthony Dawson
- 1966 : Maya de John Berry
- 1966 : Message chiffré (Cifrato speciale) de Herbert J. Sherman
- 1966 : The Spy with a Cold Nose de Daniel Petrie
- 1967 : Mal d'Africa
- 1967 : Tue et fais ta prière (Requiescant) de Carlo Lizzani
- 1967 : Sept fois femme (Woman Times Seven) de Vittorio De Sica
- 1967 : Coup de force à Berlin (Tiffany memorandum) de Terence Hathaway
- 1967 : Le Dernier Jour de la colère (I Giorni dell'ira) de Tonino Valerii
- 1968 : Sequestro di persona de Gianfranco Mingozzi
- 1968 : ¿Quién grita venganza? de Rafael Romero Marchent
- 1968 : La Fille qui ne savait pas dire non (Tenderly) de Franco Brusati
- 1968 : La Bande à César (The Biggest Bundle of Them All) de Ken Annakin
- 1968 : La Ceinture de chasteté (Cintura di castità) de Pasquale Festa Campanile
- 1968 : Bandits à Milan (Banditi a Milano) de Carlo Lizzani
- 1968 : Pas de pitié pour les salopards (Al di là della legge) de Giorgio Stegani
- 1968 : La Bataille pour Anzio (Sbarco di Anzio, Lo) de Duilio Coletti et Edward Dmytryk
- 1968 : Un amant dans le grenier (The Bliss of Mrs. Blossom) de Joseph McGrath
- 1968 : Les Amours de Lady Hamilton (Le Calde notti di Lady Hamilton) de Christian-Jaque
- 1968 : Pour la conquête de Rome I (Kampf um Rom I) de Robert Siodmak
- 1968 : Buona sera Madame Campbell (Buona Sera, Mrs. Campbell) de Melvin Frank
- 1969 : Il Suo modo di fare de Franco Brusati
- 1969 : Islas del Caribe: Barbados de José Antonio de la Loma
- 1969 : Indianápolis de José Antonio de la Loma
- 1969 : La Donna a una dimensione de Bruno Baratti
- 1969 : Un caso di coscienza de Giovanni Grimaldi
- 1969 : Las Bahamas Nassau de José Antonio de la Loma
- 1969 : Pour la conquête de Rome II (Kampf um Rom II - Der Verrat) de Robert Siodmak
- 1969 : Cinq Fils de chien (Cinque figli di cane) d' Alfio Caltabiano
- 1969 : Deux salopards en enfer (Il dito nella piaga) de Tonino Ricci
- 1969 : Un tueur nommé Luke (La notte dei serpenti) de Giulio Petroni
- 1969 : Perversion Story (Una sull'altra) de Lucio Fulci
- 1969 : Si douces, si perverses (Così dolce... così perversa) d'Umberto Lenzi
- 1969 : La Capture (La Cattura) de Paolo Cavara

### Années 1970
- 1970 : La notte dei serpenti de Giulio Petroni
- 1970 : O Cangaceiro de Giovanni Fago
- 1970 : Les Aventures du brigadier Gérard (The Adventures of Gerard) de Jerzy Skolimowski
- 1970 : Tu veux ou tu veux pas ? (Con quale amore, con quanto amore) de Pasquale Festa Campanile
- 1970 : Andrea Doria '74 de Bruno Vailati
- 1970 : Ciak Mull (Ciakmull - L'uomo della vendetta) d'Enzo Barboni
- 1970 : Disperatamente l'estate scorsa de Silvio Amadio
- 1970 : La ragazza di nome Giulio de Tonino Valerii
- 1970 : L'Évasion du capitaine Schlütter (The McKenzie Break) de Lamont Johnson
- 1970 : Madron de Jerry Hopper
- 1970 : Ici Londres… la colombe ne doit pas voler (La colomba non deve volare) de Sergio Garrone
- 1971 : Non commettere atti impuri de Giulio Petroni
- 1971 : Ma femme est un violon (Il Merlo maschio) de Pasquale Festa Campanile
- 1971 : Le Plaisir des dames (The Statue) de Rod Amateau
- 1971 : Say Hello to Yesterday d'Alvin Rakoff
- 1971 : Les Charognards (The Hunting Party) de Don Medford
- 1971 : Confession d'un commissaire de police au procureur de la république (Confessione di un commissario di polizia al procuratore della repubblica) de Damiano Damiani
- 1971 : Le PDG a des ratés (La prima notte del dottore Danieli) de Giovanni Grimaldi
- 1971 : Les Fantômes de Hurlevent (Nella stretta morsa del ragno) d'Antonio Margheriti
- 1971 : Les Négriers (Addio zio Tom) de Gualtiero Jacopetti et Franco Prosperi
- 1972 : Miss Dynamite (Tutti fratelli nel West per parte di padre) de Sergio Grieco
- 1972 : Teresa la ladra de Carlo Di Palma
- 1972 : Cosa Nostra (alias Le Dossier Valachi - The Valachi Papers) de Terence Young
- 1972 : Le Tueur à l'orchidée (Sette orchidee macchiate di rosso) d'Umberto Lenzi
- 1972 : Abus de pouvoir (Abuso di potere) de Camillo Bazzoni
- 1972 : L'etrusco uccide ancora d'Armando Crispino
- 1972 : Girolimoni, il mostro di Roma de Damiano Damiani
- 1972 : La Longue Nuit de l'exorcisme (Non si sevizia un paperino), de Lucio Fulci
- 1972 : La Horde des salopards (Una Ragione per vivere e una per morire), de Tonino Valerii
- 1973 : No il caso è felicemente risolto de Vittorio Salerno
- 1973 : Les Amazones (Le Guerriere dal seno nudo) de Terence Young
- 1973 : L'Homme aux nerfs d'acier (Dio, sei proprio un padreterno!) de Michele Lupo
- 1973 : Cari genitori d'Enrico Maria Salerno
- 1973 : Piège pour un tueur (Si può essere più bastardi dell'ispettore Cliff?) de Massimo Dallamano
- 1973 : Les Diablesses (La Morte negli occhi del gatto) d'Antonio Margheriti
- 1973 : Les Grands Patrons (Bisturi, la mafia bianca) de Luigi Zampa
- 1973 : Avril rouge (Days of Fury) d'Antonio Calenda
- 1973 : Le Conseiller (Il consigliori) d'Alberto De Martino
- 1973 : La Coppia d'Enzo Siciliano
- 1973 : Les Enfants de chœur (Gli Eroi) de Duccio Tessari
- 1974 : Perché si uccide un magistrato de Damiano Damiani
- 1974 : Nuova Guinea: L'isola dei cannibali d'Akira Ide
- 1974 : La Faccia violenta di New York de George Darnell
- 1974 : Contratto carnale de Giorgio Bontempi
- 1974 : There Is No 13 de William Sachs
- 1975 : Mondo candido de Gualtiero Jacopetti et Franco Prosperi
- 1975 : Une blonde, une brune et une moto (Qui comincia l'avventura) de Carlo Di Palma
- 1976 : Allô... Madame (Natale in casa d'appuntamento), d'Armando Nannuzzi
- 1976 : Scandalo de Salvatore Samperi
- 1977 : Les Requins du désert (Sahara Cross) de Tonino Valerii
- 1977 : Passi di morte perduti nel buio de Maurizio Pradeaux
- 1977 : L'Affaire de la fille au pyjama jaune (La ragazza dal pigiama giallo) de Flavio Mogherini
- 1977 : Mimì Bluette... fiore del mio giardino de Carlo Di Palma
- 1977 : Treize femmes pour Casanova (Casanova & Co.) de Franz Antel
- 1977 : Un juge en danger (Io ho paura) de Damiano Damiani
- 1977 : Enquête à l'italienne (Doppio delitto) de Steno
- 1978 : Dernier Amour (Primo amore) de Dino Risi
- 1978 : Mélodie meurtrière (Giallo napoletano) de Sergio Corbucci
- 1978 : Gegè Bellavita de Pasquale Festa Campanile
- 1978 : Énigme rouge (Enigma rosso) d'Alberto Negrin
- 1978 : Le braghe del padrone de Flavio Mogherini
- 1978 : Cyclone de René Cardona Jr.
- 1978 : Fureur sauvage (Brutes and Savages) d'Arthur Davis
- 1979 : Les Monstresses (Letti selvaggi) de Luigi Zampa
- 1979 : Un dramma borghese de Florestano Vancini
- 1979 : Il corpo della ragassa de Pasquale Festa Campanile
- 1979 : Atsalut pader de Paolo Cavara
- 1979 : Anni struggenti de Vittorio Sindoni
- 1979 : De l'enfer à la victoire (Contro 4 bandiere) d'Umberto Lenzi
- 1979 : Le Cinquième Mousquetaire (The Fifth Musketeer) de Ken Annakin

### Années 1980
- 1980 : L'avvertimento de Damiano Damiani
- 1980 : Cannibal Holocaust de Ruggero Deodato
- 1980 : Maria - Nur die Nacht war ihr Zeuge d'Ernst Hofbauer
- 1980 : Vestire gli ignudi (TV)
- 1980 : La Maison au fond du parc (La Casa sperduta nel parco), de Ruggero Deodato
- 1981 : There Was a Little Girl d'Ovidio G. Assonitis
- 1981 : Fleur de vice (Miele di donna) de Gianfranco Angelucci
- 1981 : Fangio - Una vita a 300 all'ora d'Hugh Hudson
- 1981 : Il Cappotto di legno de Gianni Manera
- 1981 : Fantôme d'amour (Fantasma d'amore), de Dino Risi
- 1981 : Personne... n'est parfait ! (Nessuno è perfetto) de Pasquale Festa Campanile
- 1982 : Porca vacca de Pasquale Festa Campanile
- 1982 : Più bello di così si muore de Pasquale Festa Campanile
- 1982 : Les Poids lourds de Flavio Mogherini
- 1982 : La Fille de Trieste (La Ragazza di Trieste) de Pasquale Festa Campanile
- 1982 : Valentina d'Antonio José Betancor
- 1982 : Mafalda de Carlos D. Marquez
- 1982 : Aide-moi à rêver (Aiutami a sognare) de Pupi Avati
- 1983 : Zeder de Pupi Avati
- 1983 : 1919, crónica del alba d'Antonio José Betancor
- 1983 : Una gita scolastica de Pupi Avati
- 1984 : Une saison italienne (Noi tre) de Pupi Avati
- 1984 : Impiegati de Pupi Avati
- 1984 : Giuseppe Fava: Siciliano come me de Vittorio Sindoni
- 1984 : 2072, les mercenaires du futur (I Guerrieri dell'anno 2072), de Lucio Fulci
- 1984 : Touareg, le Guerrier du désert (Tuareg - Il guerriero del deserto) d'Enzo G. Castellari
- 1985 : Festa di laurea de Pupi Avati
- 1985 : Un Foro nel parabrezza de Sauro Scavolini
- 1985 : Miranda de Tinto Brass
- 1986 : Blood Commando (La Sporca insegna del coraggio) de Tonino Valerii
- 1986 : La Bonne de Salvatore Samperi
- 1986 : Regalo di Natale de Pupi Avati
- 1986 : L'Enquête (L'inchiesta) de Damiano Damiani
- 1987 : Ultimo minuto de Pupi Avati
- 1987 : Vices et Caprices (Capriccio) de Tinto Brass
- 1988 : Sposi de Pupi Avati, Antonio Avati, Cesare Bastelli, Felice Farina et Luciano Manuzzi
- 1988 : La Collina del diavolo de Vittorio Sindoni
- 1988 : Una Casa a Roma (TV)
- 1989 : Storia di ragazzi e di ragazze de Pupi Avati
- 1989 : I ragazzi di Via Panisperna de Gianni Amelio
- 1989 : Killer Crocodile de Fabrizio De Angelis
- 1989 : Le Roi blessé (Gioco al massacro) de Damiano Damiani

### Années 1990
- 1990 : Nel giardino delle rose de Luciano Martino
- 1990 : Killer Crocodile 2 de Giannetto De Rossi
- 1990 : Una fredda mattina di maggio (TV)
- 1990 : Il sole buio de Damiano Damiani
- 1991 : Fratelli e sorelle de Pupi Avati
- 1991 : Paprika de Tinto Brass
- 1991 : Michel-Ange (A Season of Giants) (TV)
- 1991 : Vendetta: Secrets of a Mafia Bride (TV)
- 1992 : L'angelo con la pistola de Damiano Damiani
- 1993 : Magnificat de Pupi Avati
- 1994 : Le Voyeur (L'uomo che guarda) de Tinto Brass
- 1995 : La Boîte à fantasmes de Tinto Brass (Fermo posta Tinto Brass)
- 1997 : Le Témoin du marié (Il Testimone dello sposo) de Pupi Avati
- 1998 : Grandes ocasiones de Felipe Vega
- 1999 : Ama il tuo nemico (TV)
- 1999 : La via degli angeli de Pupi Avati

### Années 2000
- 2001 : I Cavalieri che fecero l'impresa de Pupi Avati
- 2003 : Un cœur ailleurs (Il Cuore altrove) de Pupi Avati
- 2004 : La Rivincita di Natale de Pupi Avati
- 2005 : Ma quando arrivano le ragazze? de Pupi Avati
- 2005 : La seconda notte di nozze de Pupi Avati
- 2007 : La cena per farli conoscere de Pupi Avati
- 2007 : Il nascondiglio de Pupi Avati
- 2008 : Il papà di Giovanna de Pupi Avati
- 2009 : Gli amici del bar Margherita de Pupi Avati
- 2010 : Il figlio più piccolo de Pupi Avati
- 2010 : Una sconfinata giovinezza de Pupi Avati

### Années 2010
- 2011 : Drive de Nicolas Winding Refn (chanson : Oh My Love)
- 2013 : Django Unchained de Quentin Tarantino (I Giorni Dell’ira, extrait de la B.O. du Dernier Jour de la colère, 1967)

## Récompenses
- 1963: Grammy Award de la chanson de l'année pour More (partagé avec Nino Oliviero et Norman Newell)
- 1964 : 6th Grammy Awards (en) : Grammy Award for Best Instrumental Composition (en) pour la chanson More, écrite sur le thème Ti guarderò nel cuore du film Mondo cane
- 1966 : Golden Globe de la meilleure chanson originale pour Forget Domani du film La Rolls-Royce jaune (partagé avec Norman Newell) ;
- 1981 : Ruban d'argent de la meilleure musique de film pour Aiutami a sognare ;
- 1984 : Ruban d'argent de la meilleure musique de film pour Una gita scolastica ;
- 1986 : Prix David di Donatello de la meilleure musique pour Festa di laurea ;
- 1987 : Ruban d'argent de la meilleure musique de film pour L'Enquête
- 1987 : Prix David di Donatello de la meilleure chanson pour Regalo di Natale ;
- 1988 : Prix David di Donatello de la meilleure chanson pour Ultimo minuto ;
- 2005 : Prix David di Donatello de la meilleure musique pour Ma quando arrivano le ragazze? .
- 2013 : Prix d'honneur pour l'ensemble de sa carrière (Lifetime Achievement Award) aux World Soundtrack Awards.